# 강원특별자치도의 무형문화재
강원특별자치도의 무형문화재는 지방무형문화재 중에서 강원특별자치도 내에 있는 무형문화재를 의미한다.

## 지정목록
| 번호   | 사진 | 명칭                                        | 소재지                                                 | 관리자 (단체)          | 지정일                                                                    | 참조 |
| 1호    |      | 정선아리랑(아라리) (旌善아리랑(아라리))     | 강원 정선군 일원                                       | 정선군                 | 1971년 11월 16일 지정                                                     |      |
| 2호    | .    | 삼척기줄다리기 (三陟기줄다리기)             | 강원 삼척시 남양동 34-9                                |                        | 1971년 11월 16일 지정                                                     |      |
| 3호    | .    | 강릉농악 (江陵農樂)                         | 강원 강릉시 죽헌길 132                                 |                        | 1984년 6월 2일 지정, 1995년 12월 1일 해제, 중요무형문화재 제11-4호로 승격 |      |
| 4호    | .    | 횡성회다지소리 (橫城회다지소리)             | 강원 횡성군 횡성읍 우천면 정금리 849-12                |                        | 1984년 12월 28일 지정                                                     |      |
| 5호    | .    | 강릉학산오독떼기 (江陵鶴山오독떼기)         | 강원 강릉시                                            |                        | 1989년 5월 18일 지정                                                      |      |
| 6호    | .    | 전통자기도공 (傳統磁器陶工)                 | 강원 횡성군                                            |                        | 1989년 5월 1일 지정                                                       |      |
| 7호    | .    | 양구돌산령지게놀이 (양구돌산령지게놀이)     | 강원 양구군                                            |                        | 1999년 7월 31일 지정                                                      |      |
| 8호    | .    | 전통활쏘기 (傳統활쏘기)                     | 강원 평창군                                            |                        | 2000년 7월 1일 지정, 2011년 4월 22일 해제                                 |      |
| 9호    | .    | 철원상노리지경다지기 (鐵原上路里地硬다지기) | 강원 철원군 상노로 227-19 (동송읍, 상노리민속전수회관) |                        | 2000년 7월 1일 지정                                                       |      |
| 10호   | .    | 강릉사천하평답교놀이 (江陵沙川荷坪踏橋놀이) | 강원 강릉시 사천면 사천진리 774                        |                        | 2003년 3월 21일 지정                                                      |      |
| 11-1호 | .    | 칠정제장 (漆精製匠)                         | 강원 원주시 태장동 770-3                               |                        | 2003년 3월 21일 지정                                                      |      |
| 11-2호 | .    | 칠장 (漆匠)                                 | 강원 원주시 문막읍 건등2리 463번지                     |                        | 2003년 3월 21일 지정                                                      |      |
| 11-3호 | .    | 나전칠기장 (螺鈿漆器匠)                     | 강원 원주시                                            |                        | 2003년 3월 21일 지정                                                      |      |
| 11-4호 | .    | 생칠장 (生漆匠)                             | 강원 원주시 지정면 상무향평길 2 (신평리)               |                        | 2005년 7월 1일 지정                                                       |      |
| 12호   | .    | 칠장 (漆匠)                                 | 강원 원주시 문막읍 건등2리 463                         |                        | 2003년 3월 21일 지정, 11-2호로 변경                                       |      |
| 13호   | .    | 나전칠기장 (螺鈿漆器匠)                     | 강원 원주시                                            |                        | 2003년 3월 21일 지정, 11-3호로 변경                                       |      |
| 14호   |      | 방짜수저장 (방짜수저匠)                     | 강원 강릉시 입암동 662-112                             |                        | 2003년 4월 25일 지정                                                      |      |
| 15-1호 | .    | 평창 둔전평농악 (平昌 屯田坪農樂)           | 강원 평창군 용평면                                     |                        | 2003년 4월 25일 지정                                                      |      |
| 15-2호 | .    | 원주매지농악 (原州梅芝農樂)                 | 강원 원주시 흥업면 매지리 802                          | 원주매지농악보존회     | 2006년 1월 6일 지정                                                       |      |
| 15-3호 | .    | 동해 망상농악                               | 강원 동해시                                            |                        | 2017년 11월 17일 지정                                                     |      |
| 16호   |      | 각자장 (刻字匠)                             | 강원 고성군 거진읍 반암리 230-15                       |                        | 2004년 5월 21일 지정                                                      |      |
| 17호   | .    | 생칠장 (生漆匠)                             | 강원 원주시 지정면 신평리 437-16                       |                        | 2005년 7월 1일 지정, 11-4호로 변경                                        |      |
| 18호   | .    | 원주매지농악 (原州梅芝農樂)                 | 강원 원주시 흥업면 매지리 802                          | 원주매지농악보존회     | 2006년 1월 6일 지정, 15-2호로 번호 변경                                   |      |
| 19호   | .    | 평창황병산사냥민속 (平昌 黃柄山 사냥民俗)   | 강원 평창군                                            |                        | 2007년 2월 23일 지정                                                      |      |
| 20호   | .    | 속초도문농요 (束草 道門農謠)                | 강원 속초시 도문동 197번지                             |                        | 2007년 2월 23일 지정                                                      |      |
| 21호   | .    | 대목장 (大木匠)                             | 강원 평창군                                            |                        | 2009년 12월 24일 지정                                                     |      |
| 22호   | .    | 영월 단종제례 (寧越 端宗祭禮)               | 강원 영월군                                            |                        | 2011년 4월 22일 지정                                                      |      |
| 23호   |      | 강릉 갈골과줄                               | 강원 강릉시                                            |                        | 2013년 4월 12일 지정                                                      |      |
| 24호   | .    | 춘천 필장                                   | 강원 춘천시                                            |                        | 2013년 4월 12일 지정                                                      |      |
| 25호   | .    | 양양 수동골상여소리                         | 강원 양양군                                            |                        | 2013년 4월 12일 지정                                                      |      |
| 26호   | .    | 양양 상복골농요                             | 강원 양양군                                            | 양양 상복골농요 보존회 | 2013년 4월 12일 지정                                                      |      |
| 27호   |      | 고성 어로요 (高城 漁撈謠)                   | 강원 고성군                                            |                        | 2015년 5월 8일 지정                                                       |      |
| 28호   | .    | 월정사 탑돌이                               | 강원 평창군                                            |                        | 2016년 11월 11일 지정                                                     |      |
| 29호   | .    | 불교목조각장                                | 강원 강릉시                                            |                        | 2016년 11월 11일 지정                                                     |      |
| 30호   | .    | 전통자수장                                  | 강원 강릉시                                            | 김순덕                 | 2017년 11월 17일 지정                                                     |      |
| 31호   |      | 속초사자놀이 (束草獅子놀이)                 | 강원 속초시 설악금강대교 36-1(청호동)                  | 속초사자놀이보존회     | 2019년 3월 8일 지정                                                       |      |
| 32호   | .    | 원주 한지장 (原州 韓紙匠)                   | 강원 원주시 월운정안길 13-4(반곡동)                    | 장응열                 | 2019년 9월 20일 지정                                                      |      |